# Geiselbullach
Geiselbullach ist ein Kirchdorf und Ortsteil der Stadtgemeinde Olching (Landkreis Fürstenfeldbruck) in Bayern. Die ehemalige Gemeinde wurde mit dem zugehörigen Dorf Graßlfing 1978 nach Olching eingemeindet.

## Geschichte
Bayerns Kurfürst Max Emanuel überließ seinem Hofkammerrat Johann Adam Geisler 1724 ein großes Areal in der Flur am „Buelach“ (gemeint ist vermutlich ein Buchenwald) in der Nähe der Amper zur Bewirtschaftung und verlieh ihm zudem das Adelsprädikat „von Geiselbullach“. Geisler erbaute dort ein Schloss mit eingefriedetem Park, eine große Kapelle zu Ehren des Hl. Johannes Nepomuk sowie Häuser für abhängige „Gütler“ und Handwerker. 1818 wurde durch das bayerische Gemeindeedikt die Gemeinde Geiselbullach begründet, zu der auch das Dorf Graßlfing gehörte. Obwohl der Zusammenschluss mit Olching in Geiselbullach und auch dem benachbarten Esting bei den Einwohnern auf wenig Zustimmung stieß, wurde dieser am 1. Mai 1978 vollzogen. Die Stadterhebung Olchings erfolgte 2011.

## Wirtschaft
In Geiselbullach befindet sich der Gewerbepark Geiselbullach an der Bundesstraße 471, in dem mehrere überregionale Unternehmen ihren Sitz oder eine Niederlassung haben.
Einige Hofläden bieten sowohl biologisch als auch konventionell produzierte Produkte. Neben Obst, Salat, Gemüse befinden sich auch Obstbrände und Brennholz („Gut Geiselbullach“), sowie Fleisch, Wurst, Wein, Honig, Tee und vieles andere mehr im Angebot der land- und forstwirtschaftlichen Direktvermarkter.

## Sehenswürdigkeiten
- Schloss Geiselbullach
- Kirche St. Johann Nepomuk

## Söhne und Töchter des Ortes
- Hans-Günther Schwarz (* 1945), Germanist und Professor an der Dalhousie University in Halifax, Kanada